# Етиолошка предања
Eтиолошка предања јесу народна предања у којима се приповеда, ретко у стиху, о постању, речима Вука Караџића, „гдјекојиех ствари”, односно, о настанку бића и појава у човековом свету.

## Српска етиолошка предања
У српској традицији, нажалост, нису очувани основни митски обрасци, космогонија и теогонија, међутим, њихови остаци су врло присутни. Српска етиолишка предања су углавном сажета, уопштена и безлична казивања. Изузетно је тешко издвојити главне учеснике збивања у предањима, наиме, лепеза је врло широка, од Бога преко вишњих бића, рачунајући и демоне, наравно, човека, па до најситнијих елемената флоре и фауне. При чему се постојање појаве о чијем се настанку говори сматра непобитним доказом истинитости предања. У круг приказивања улази, дакле, цео свет са свим његовим сегментима који треба учинити схватљивијим путем сагласности са етичким и естетским начелима колектива у којима настаје.

## Основна структура етиолошких предања
Иако етиолошка предања подразумевају специфичан вид дистанце и помирености са природним појавама, то нипошто не значи да су ова предања у српском народу језички и формално сведена. Но, и поред бројних варијација, ипак се да запазити извесна трочлана структура, која се најлакше може представити једноставном шемом: потенцијални сукоб, остваривање тог сукоба и на крају, његови резултати. Такође, ова врста предања може постојати и као релативно независна мања целина у оквиру сложеније уметничке форме, каква је, на пример, бајка.

## Аутроритети у српским етиолошким предањима
Прворазредни ауторитет јесу заправо преци, који преносе знање са колена на колено, као што је то случај са сваком усменом језичком традицијом једне заједнице. Међутим, и тај ауторитет бива подложан преиспитивањима. Оно чиме ће се најчешће додатно утврђивати истинитост казане речи јесу алузије на библијске текстове, који су најчешће потпуно слободно колажирани и стилизовани, али без нарушавања основне етичке матрице. Поред њих, ту су и ауторитети националне историје, пре свих Свети Сава.

## Најчешће навођена етиолошка предања
- Зашто у људи није табан раван
- Како је Господ Бог створио небеса, анђеле и тице
- О женидби сунца
- Свети Сава проклео човјека
- Како постаје земљотрес
- Како је постао вук
- Како је постала ракија
- Тамни вилајет
- Како је постало чекетало
- Свети Сава гради прозоре
- Како је постала жаба
- Зашто су Србљи најсиромашнији